# Altenkrempe
Altenkrempe ist eine amtsangehörige Gemeinde nördlich von Neustadt in Holstein im Kreis Ostholstein in Schleswig-Holstein.

## Geographie

### Geographische Lage
Das Gebiet der Gemeinde Altenkrempe erstreckt sich im Landschaftsbereich des Naturraums Ostholsteinisches Hügel- und Seenland (Haupteinheit Nr. 702), eines der Östlichen Hügelländer, am Rande des sogenannten Neustädter Binnenwassers nördlich von Neustadt in Holstein. Das Forstgebiet der Kasseedorfer Tannen erstreckt sich (von Westen) bis in das nordwestliche Gemeindegebiet hinein, das Kniphagener Holz ebenfalls (von Norden her).

### Ortsteile
Die Gemeinde Altenkrempe besteht siedlungsgeographisch aus einer Vielzahl von Ortsteilen, im statistischen Fachjargon auch als Wohnplätze bezeichnet. Zur Gemeinde Altenkrempe zählen hiernach der namenstiftenden Ort, ein Kirchdorf, weiter auch die Siedlung des Gutes (und Dorf) Hasselburg, die weiteren Dörfer Kassau, Plunkau, Sibstin und Stolpe, ebenfalls die Häusergruppen Jarkau, Rogerfelde (und Umspannwerk), die Höfesiedlung Klaushorst sowie die weiteren Güter Mühlenkamp und Sierhagen und das Forsthaus (und Häusergruppe) Helle.

### Nachbargemeinden
Unmittelbar an das Gemeindegebiet angrenzend befinden sich die Gebiete von:
| Kasseedorf | Schönwalde am Bungsberg                     | Schashagen           |
|            | Kompassrose, die auf Nachbargemeinden zeigt |                      |
| Süsel      | Sierksdorf                                  | Neustadt in Holstein |

## Geschichte
Im Jahre 1170 wurde Crempine erstmals in der Chronica Slavorum des Helmold von Bosau als Gewässername erwähnt, denn die Ursprünge Altenkrempes sind slawisch. Auch der von diesem Gewässernamen abgeleitete Ortsname „Crempene“ entstand aus einem altslawischen Wort: entweder aus „cręp“ für „Gewässer“ oder aus „crępina“ für „klein, gering, unbedeutend“ (im Gegensatz zum Binnenwasser, das von den Slawen wahrscheinlich „morice“ = „kleines Meer“ genannt wurde) oder aus einer volksetymologischen Verbindung beider Wörter. Urkundlich erscheint dann der Ortsname Crempene zum ersten Mal 1197 nach der Germanisierung durch Herzog Adolf III.
Dieses Crempene wurde von Herzog Adolf III. von Holstein im Zuge der Slawenbekehrung und -eroberung und der christlichen und deutschen Durchdringung Wagriens zu einem deutschen Standort gemacht. Während das 1147 von Slawen belagerte Süsel damals bereits christlich und von Friesen besiedelt war, war die Gegend des Binnenwassers, und speziell die Burg auf einer Insel, noch ein Stützpunkt slawischer Seeräuber; zumindest aus Sicht des Helmold von Bosau.
Um 1280 wurde der Ort als Antiqua Krempa und um 1316 als Oldhenkrempe erwähnt. Die zusätzliche Bezeichnung Alt wurde ab 1244 notwendig zur Unterscheidung von der Neugründung „de Nyge Crempe, anders geheten Nyestad (-Neustadt)“, nachdem Adolf IV., der Sohn Adolfs III., nach dem Sieg in der Schlacht bei Bornhöved (1227) begonnen hatte die Herrschaft in Wagrien durch die Gründung Kiels, Neustadts und anderer Küstenstädte zu festigen und die Verwaltung seines Herrschaftsgebietes weiterzuentwickeln.
Die Basilika in Altenkrempe wurde vermutlich ungefähr 1190 begonnen (gesicherte Baudaten sind nicht überliefert), also etwa 50 Jahre vor der Gründung des Nygen Crempe und des (sicher überlieferten) Baubeginns der dortigen Stadtkirche. Vermutlich fand durch den Baubeginn der Altenkremper Kirche die lokale Slawenmission im Rahmen des Wendenkreuzzugs ihren Abschluss. Beide Kirchen entstanden als schlichte Chorräume, wurden im Lauf der Jahrhunderte beibehalten und entwickelten sich parallel zueinander zu bedeutenden Bauwerken.
Im Jahre 2018 entdeckte ein Archäologe im Bereich eines geplanten Neubaugebietes Siedlungsreste aus der Zeit des ersten nachchristlichen Jahrhunderts. Grabungen könnten wichtige Erkenntnisse für die Landesgeschichte erbringen, wie das Wechselspiel zwischen deutschen Siedlern und der etablierten slawischen Bevölkerung. Es ist weder eine Bebauung geplant noch eine nach dem Verursacherprinzip erforderliche Ausgrabung, da die Kosten sich auf rund 500.000 Euro belaufen.
Die heutige Gemeinde Altenkrempe wurde 1938 aus den Gemeinden Kassau und Altenkrempe gebildet.

## Politik

### Gemeindevertretung
Die im Rahmen der Kommunalwahlen in Schleswig-Holstein 2023 erfolgt Gemeindewahl in Altenkrempe ergab folgendes Ergebnis:
- CDU: 4
- ABA: 7

### Wappen
Blasonierung: „In Silber die rote, schwarz bedachte Altenkremper Kirche, von Südwesten gesehen. Im Schildfuß ein blauer Wellenbalken, im rechten Obereck eine blaue Kornblumenblüte.“

## Verkehr
Altenkrempe liegt in unmittelbarer Nähe der Anschlussstelle Neustadt in Holstein-Pelzerhaken der Bundesautobahn 1.
Der nächste Bahnhof ist Neustadt (Holstein) an der Bahnstrecke Lübeck–Puttgarden, etwa fünf Kilometer entfernt. Dorthin verkehren Busse der Autokraft sowie der Rohde Verkehrsbetriebe.

## Sehenswürdigkeiten
- Sakralbauten: Basilika Altenkrempe
- Gut Hasselburg: Konzerte des Schleswig-Holstein Musik Festivals finden hier statt.
- Gut Sierhagen: Gutshof mit umfangreicher, teilweise von Wasser umgebener Parkanlage.
- Alte Gutsgärtnerei mit Palmenhaus, die wieder restauriert wurde, woran sich ein Rosengarten anschließt.

## Bilder

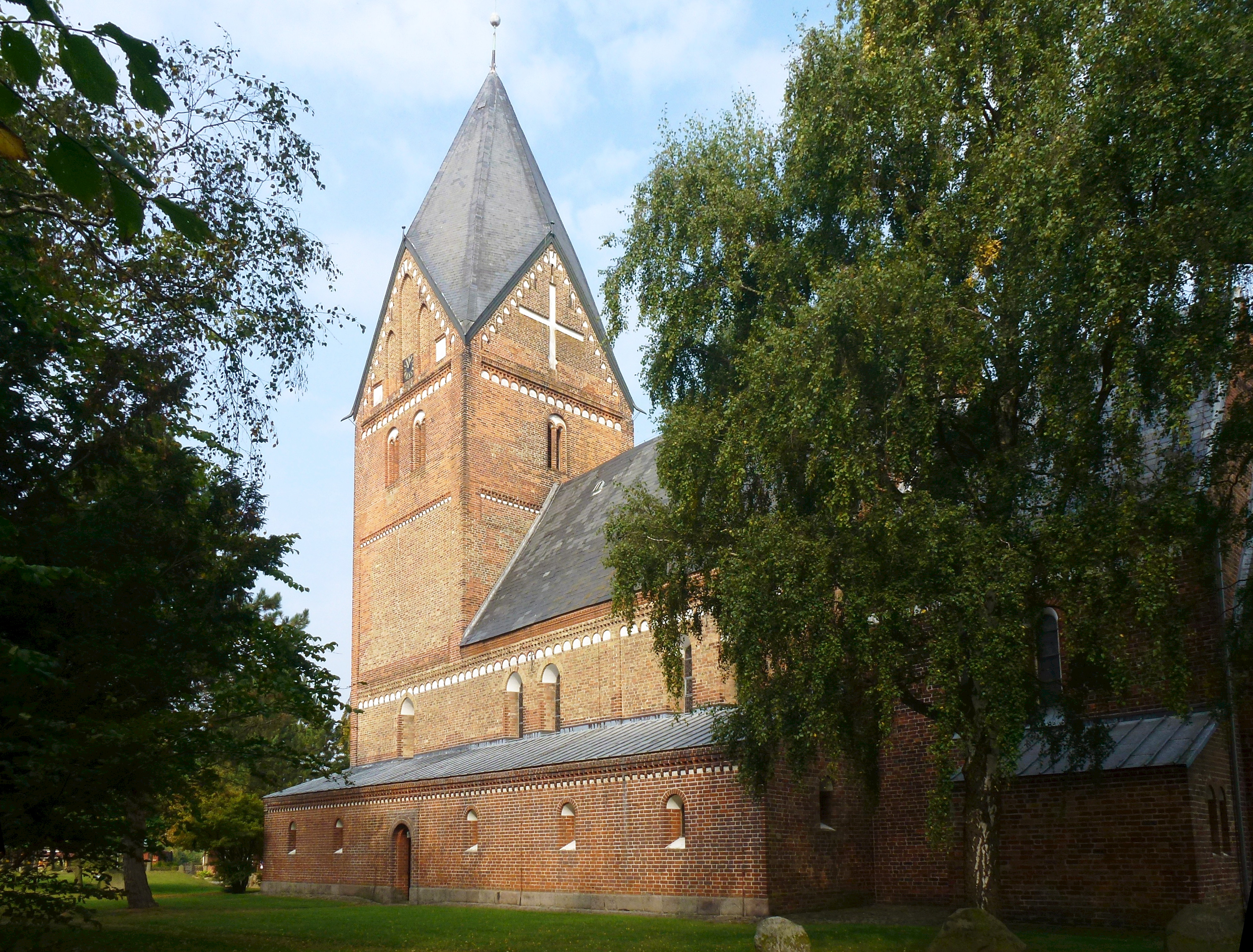
Basilika Altenkrempe
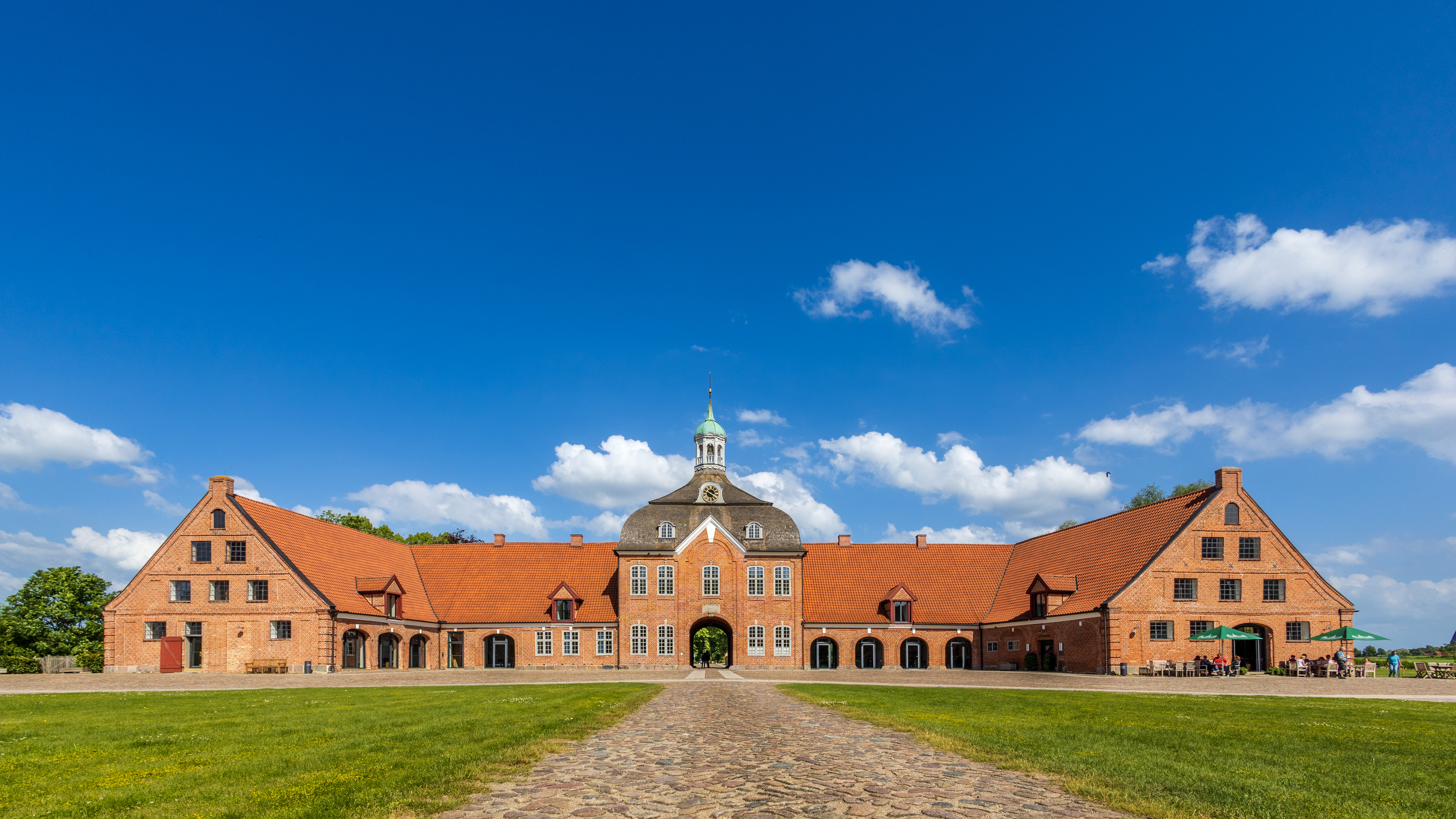
Gut Hasselburg
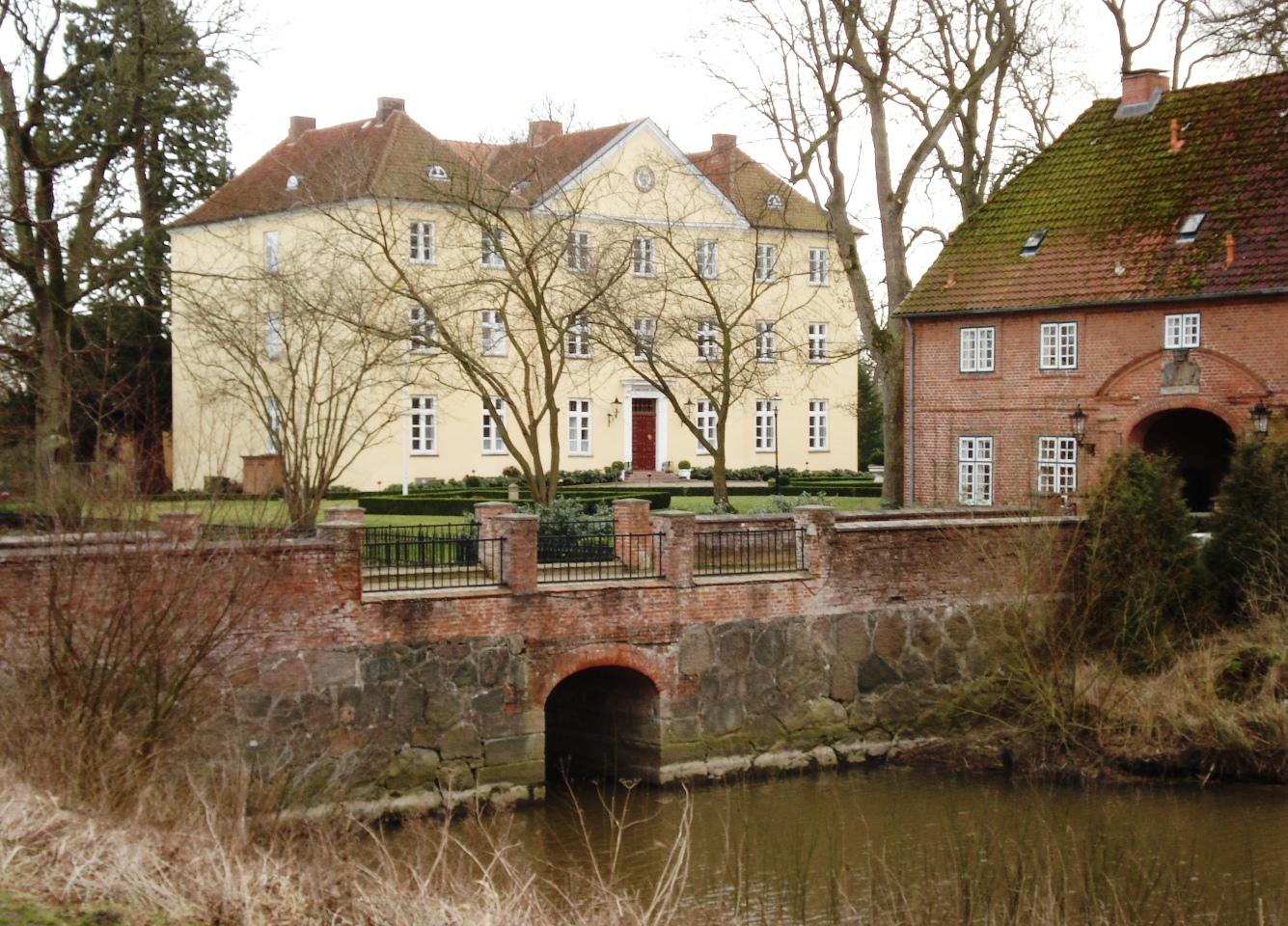
Gut Sierhagen

## Söhne und Töchter (Auswahl)
- Carl von Scheel-Plessen (1811–1892), Politiker, Mitglied des Preußischen Herrenhauses
- Margaretha von Plessen (1894–1970), deutsche Malerin
- Victor von Plessen (1900–1980), Forschungsreisender und Ornithologe